# Schewtschenko-Park (Kiew)
Koordinaten: 50° 26′ 30″ N, 30° 30′ 47″ O
Der Schewtschenko-Park (ukrainisch Парк імені Тараса Шевченка) ist ein nach dem ukrainischen Nationaldichter Taras Schewtschenko benannter Park im Zentrum der ukrainischen Hauptstadt Kiew.

## Beschreibung

Das Taras-Schewtschenko-Denkmal

Die rechtwinklige Parkanlage ist 170 Meter breit, 330 Meter lang und hat eine Fläche von 5,6 Hektar. Im Park gibt es einen Gastronomiebetrieb, mehrere Springbrunnen, eine Rotunde mit einem Trinkwasserbrunnen und in der nordöstlichen Ecke des Parks eine Fläche für Schach- und Kartenspieler.

## Lage
Sie wird im Norden von dem Taras-Schewtschenko-Boulevard, im Westen von der Wolodymyrska-Straße (Володимирська вулиця) mit dem Hauptgebäude der Taras-Schewtschenko-Universität begrenzt. Im Osten liegt die Tereschtschenkiwska-Straße (Терещенківська вулиця) mit dem Hauptgebäude der Nationalen Medizinischen Universität und dem Chanenko Museum. Im Süden verläuft die Lwa Tolstoho-Straße (Вулиця Льва Толстого).

## Geschichte
Der Park wurde zuerst von Vicenti Beretti nach dem Bau des heutigen Taras-Schewtschenko-Boulevards geplant, blieb jedoch bis 1868 ein Truppenübungsplatz. Dann wurde auf dem Gelände der Universitätspark der heutigen Taras-Schewtschenko-Universität angelegt und 1896 in der Parkmitte ein Bronzedenkmal des Zaren Nikolaus II. errichtet und der Park nach diesem benannt. Nach der Oktoberrevolution wurde das Denkmal des Zaren gestürzt und 1939 zum 125. Geburtstags Schewschenkos diesem an selber Stelle ein Denkmal errichtet.

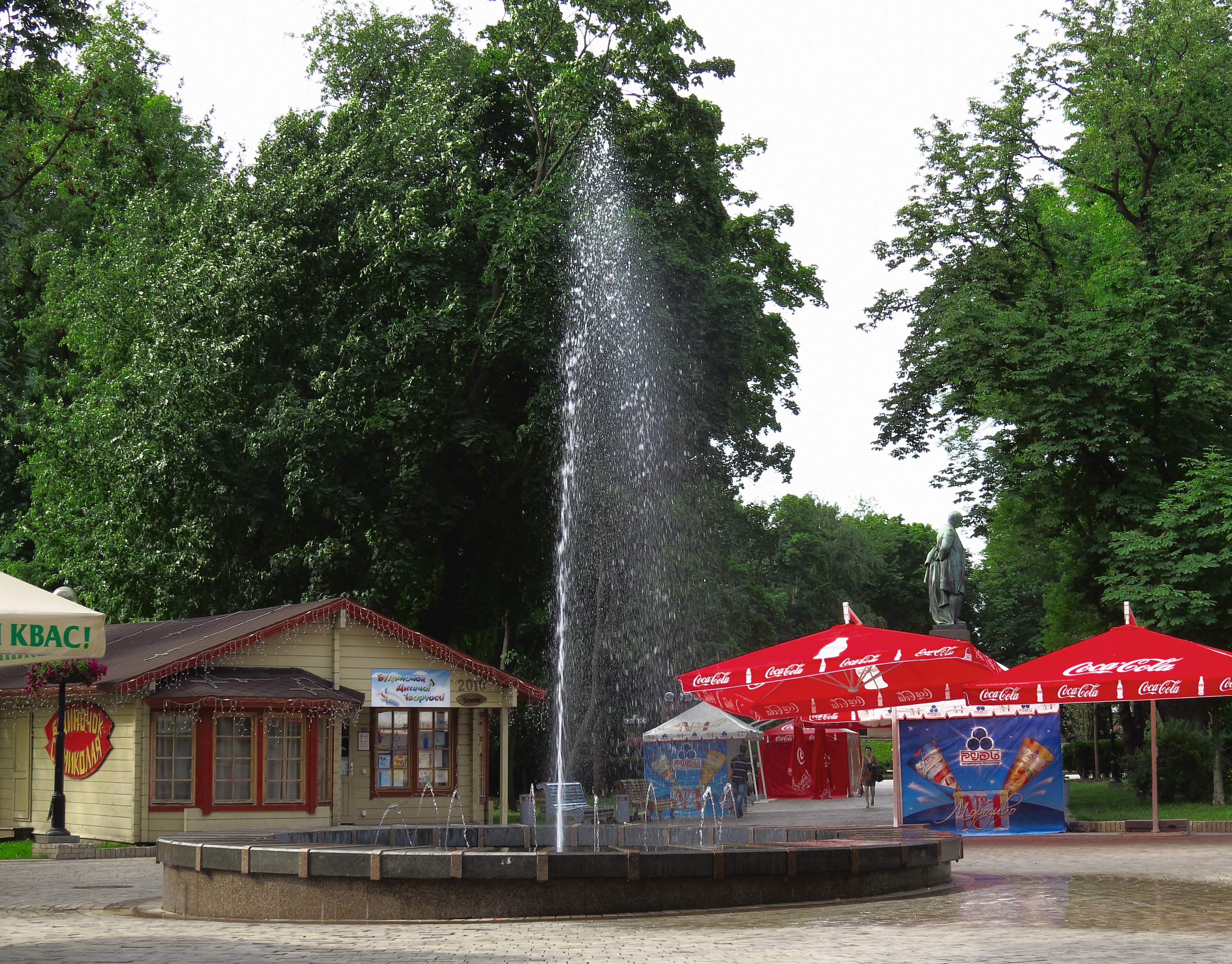
Springbrunnen und Biergarten im Park